# Harald Janson
Harald Martin Adolf Janson (* 9. Juli 1969 in Aschaffenburg) ist ein deutscher Basketballtrainer und -funktionär.

## Laufbahn
Harald Janson war ab 1993 als Trainer beim USC Freiburg aktiv und trainierte zunächst Jugendmannschaften und die Regionalliga-Damen. Von 2007 bis 2012 war er Cheftrainer der USC Eisvögel in der Damen-Basketball-Bundesliga. Er führte die Mannschaft 2011 zur deutschen Vizemeisterschaft und 2008 sowie 2010 ins Playoff-Halbfinale. Vom Internetdienst eurobasket.com wurde er in der Saison 2009/10 als „Trainer des Jahres“ der Damen-Bundesliga ausgezeichnet.
Zusätzlich zu seiner Aufgabe als Vereinstrainer war Janson ab 2010 Assistenztrainer der deutschen Damen-Nationalmannschaft. Die weibliche U20-Nationalmannschaft Deutschlands betreute er als Cheftrainer bei der B-EM 2012 sowie bei der A-EM 2013.
Nach dem Ende seiner Traineramtszeit in Freiburg wurde Janson Sportlicher Leiter bei den Eisvögeln.
Im Dezember 2013 kehrte er auf den Trainerposten zurück, nachdem Stefan Mienack gegangen war, und betreute die Mannschaft bis zum Ende der Saison 2013/14. Danach konzentrierte er sich wieder auf das Amt des Sportlichen Leiters. Ende April 2021 wurde Jansons Rückkehr ins Traineramt in Freiburg vermeldet. Er führte Freiburg zum Gewinn des deutschen Meistertitels 2022, verpasste allerdings das entscheidende Spiel in der Finalserie aufgrund einer COVID-19-Erkrankung. Im Sommer 2022 übergab er beim USC das Traineramt an Víctor Herbosa, der zuvor sein Co-Trainer gewesen war. Zur Saison 2023/24 wurde Janson wieder Freiburger Cheftrainer.
Hauptberuflich ist Janson Gymnasiallehrer für Sport und Französisch und war als wissenschaftlicher Mitarbeiter in den Arbeitsbereichen Sportpädagogik sowie Theorie und Praxis des Sports am Institut für Sport und Sportwissenschaft der Albert-Ludwigs-Universität Freiburg tätig.